# Camptosema douradense
Camptosema douradense är en ärtväxtart som beskrevs av Howard Samuel Irwin och Mary Therese Kalin Arroyo. Camptosema douradense ingår i släktet Camptosema och familjen ärtväxter. Inga underarter finns listade i Catalogue of Life.